# 口盖花蜘蛛兰
口盖花蜘蛛兰（学名：Esmeralda bella），为兰科花蜘蛛兰属下的一个植物种。